# Hermann Voss (historien de l'art)
Pour les articles homonymes, voir Hermann Voss.
Hermann Voss, né le 30 juillet 1884 à Lunebourg et mort le 28 avril 1969 à Munich, est un historien de l'art allemand qui a joué un rôle majeur dans la spoliation d'œuvres d'art par le régime nazi.

## Biographie
Hermann Voss obtient son doctorat d'histoire de l'art en 1907 sous la direction de Henry Thode, avec une thèse sur le peintre autrichien Wolf Huber. 
Il occupe ensuite différentes responsabilités muséales : il est directeur du département de dessins du musée des Beaux-Arts de Leipzig (1912-1921), puis directeur adjoint du musée Kaiser Friedrich à Berlin (1922-1935), avant de diriger les collections du Musée régional de Nassau à Wiesbaden (1935-1945).
Sous le Troisième Reich, après le décès de Hans Posse, Hermann Voss est nommé en mars 1943 directeur du Sonderauftrages Linz, chargé de constituer les collections du Führermuseum en pillant de nombreuses œuvres d'art dans l'Europe sous domination nazie. Voss engage notamment Hildebrand Gurlitt à cet effet.
L'une des tâches de Voss consiste à s'emparer des œuvres d'art dit « dégénéré » auprès de leurs propriétaires juifs, en les vendant à bas prix à l'étranger, afin d'acquérir des œuvres plus conformes à l'idéologie nazie. Il est l'un des principaux acteurs du système de saisies et de ventes forcées.
Voss est aussi l'un des artisans de la redécouverte de Georges de La Tour au XXe siècle.